# Doppelstock-Containertragwagen

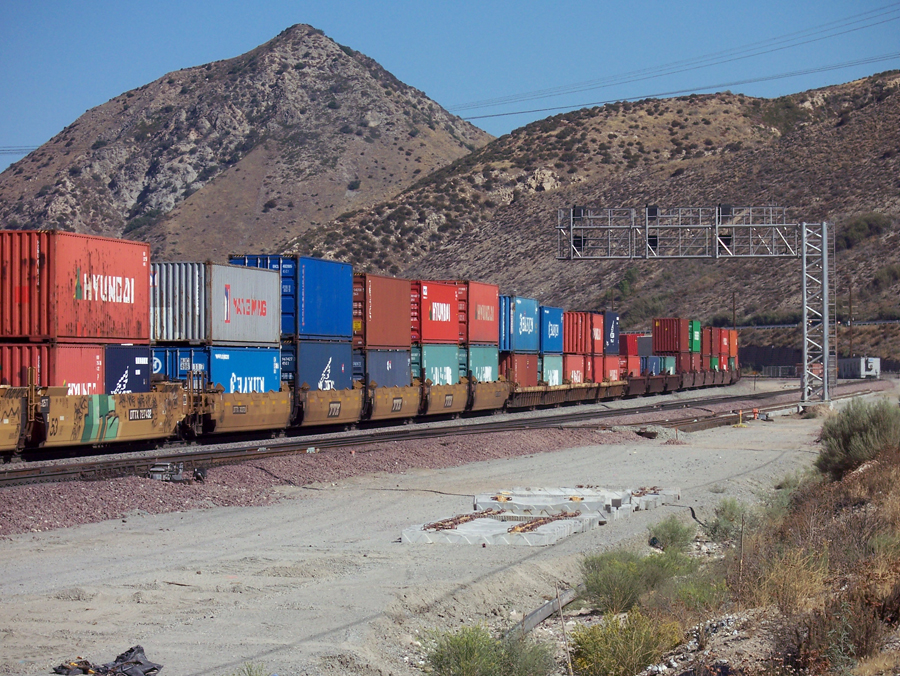
Ein BNSF-Doppelstock-Containerzug passiert den Cajon Pass in Kalifornien.

Doppelstock-Containertragwagen (englisch double stack car oder stack car) und allgemeiner Tiefbett-Tragwagen (englisch well car (US) oder well wagon (UIC)) sind eine Form von Taschenwagen, die ähnlich wie Flachwagen vor allem als Containertragwagen eingesetzt werden, jedoch für die Beladung mit zwei übereinander gestapelten Containern optimiert sind. Zu diesem Zweck ist die Ladefläche tief gelegt und wird der untere Container in die dadurch gebildete Wanne zwischen den Drehgestellen eingestellt.

## Geschichte
Container in Doppelstockbeladung zu transportieren, geht auf Überlegungen bei Southern Pacific Railroad (SP), zusammen mit Malcom McLean, im Jahr 1977 zurück. Noch im gleichen Jahr beauftragte die Eisenbahngesellschaft bei ACF Industries den Bau spezieller Güterwagen. Anfangs wurden diese Doppelstock-Containertragwagen nur eingeschränkt eingesetzt, bis sich die Eisenbahngesellschaft American President Lines im Jahr 1984 entschloss, diese Wagenform zu übernehmen, und der erste nur mit Tiefbett-Tragwagen ausgestattete Zug die Strecke von Los Angeles (Kalifornien) nach South Kearny (New Jersey) befuhr – der so genannte „Stacktrain“ (Stapelzug) bediente die Strecke anschließend regelmäßig.

## Beschreibung

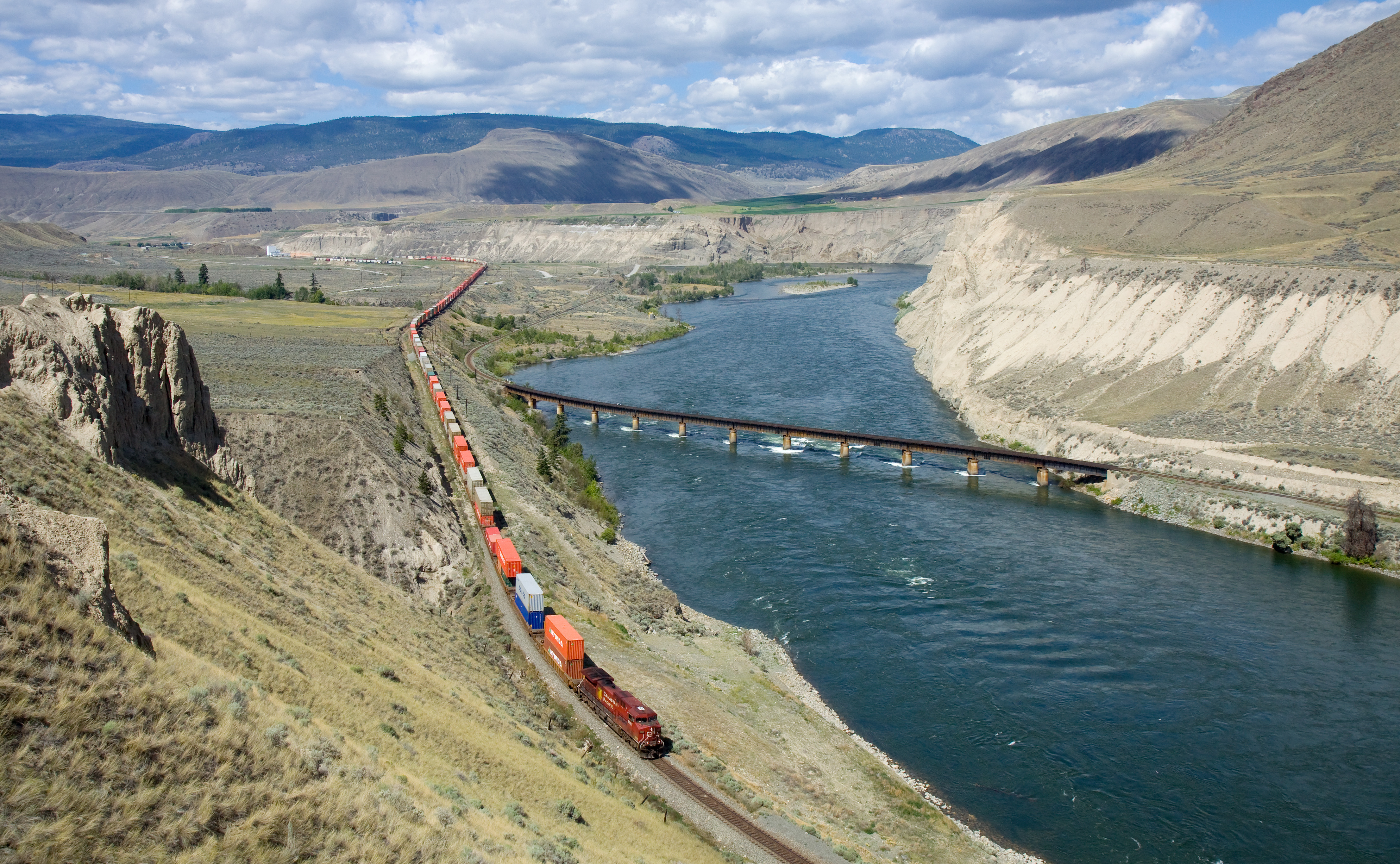
Containerzug der CPR östlich von Ashcroft in British Columbia, Kanada

Doppelstock-Containerzüge sind vor allem in Kanada und in den Vereinigten Staaten zu finden, wo sie mittlerweile 70 % des intermodalen Güterverkehrs (vor allem von und zu Seehäfen) übernehmen. Sie profitieren davon, dass in Nordamerika die meisten Strecken nicht elektrifiziert sind, da die Beladung als Doppelstock-Containerzug trotz Tiefbett-Tragwagen immer noch ein sehr hohes Lichtraumprofil benötigt. Jedoch haben Versuche in  Indien (wo die indische Breitspur bzgl. des Masseschwerpunktes weitere Vorteile bietet) gezeigt, dass Doppelstock-Containertransport auch unter Oberleitung mit elektrischer Traktion möglich ist.
CSX Transportation nennt drei Kategorien für Doppelstockzüge (gemessen über Schienenoberkante)
- Doppelstock-1 mit 5,54 m (18 ft 2 in)
- Doppelstock-2 mit 5,84 m (19 ft 2 in)
- Doppelstock-3 mit 6,15 m (20 ft 2 in)

In den USA werden eine Reihe von Eisenbahnstrecken derzeit (teils mit staatlicher Unterstützung) für den Betrieb mit Doppelstock-Containerzügen umgebaut. Da international die weitläufige Elektrifizierung weit vor der Umsetzung von Doppelstock-Containerzügen liegt, hängt der Fahrdraht auf den meisten elektrifizierten Strecken zu niedrig – eine Ausnahme ist hierbei vor allem Indien, wo historisch bedingt ein sehr großes Lichtraumprofil angewendet wird und man in der Lage ist, einige Güterverkehrsstrecken mit einem Fahrdraht auf 7,45 m Höhe zu elektrifizieren. Im Normalfall sind die Breitspurnetze in Indien, Pakistan, Finnland, Russland und Kasachstan mit einem Fahrdraht auf 6,50 m gebaut worden.
Die indischen Strecken in der Mundra-Port-Sonderwirtschaftszone transportieren gestapelte Container sogar auf normalen Flachwagen. Dies ist der indischen Breitspur zu verdanken, während auf Normalspur die Tiefbett-Tragwagen auch eingesetzt werden, um den Schwerpunkt niedrig zu halten. Mit Flachwagen kann jedoch die maximale Zuglänge besser ausgenutzt werden, sodass Indian Railways den West-Korridor mit einem Lichtraumprofil von 7,1 m Höhe (und 3,66 m Breite) plant.

### Galerie

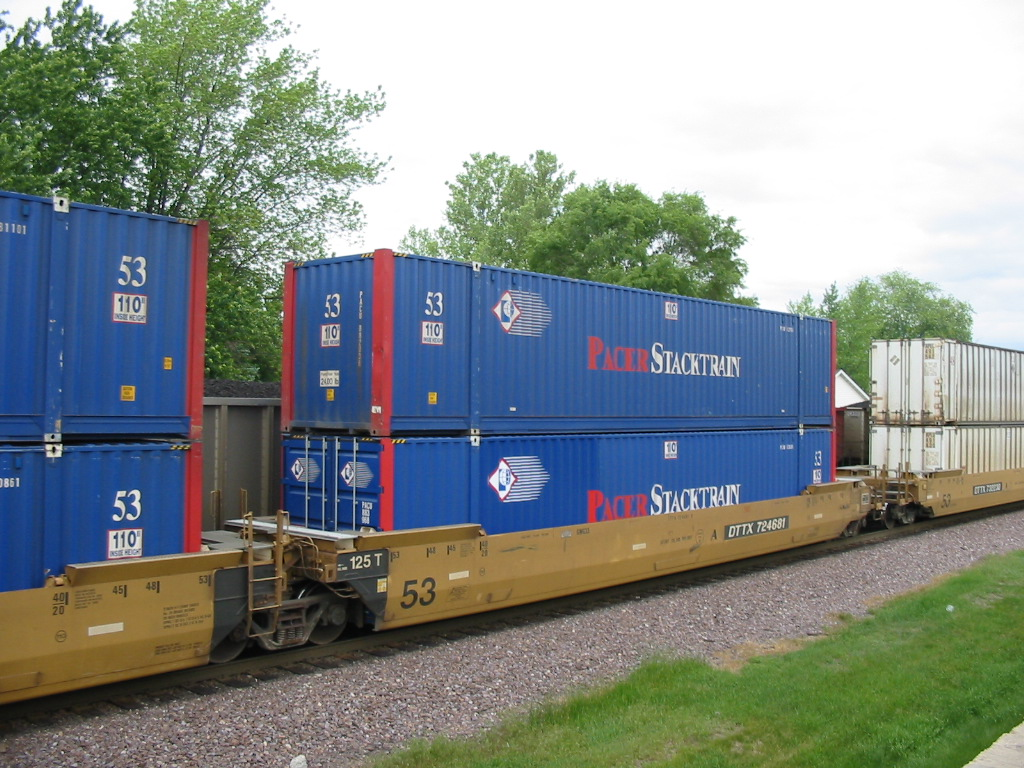
Teil eines Doppelstock-Containerzuges mit Wagen der TTX Company Zeigt zwei gemeinsam genutzte Drehgestelle
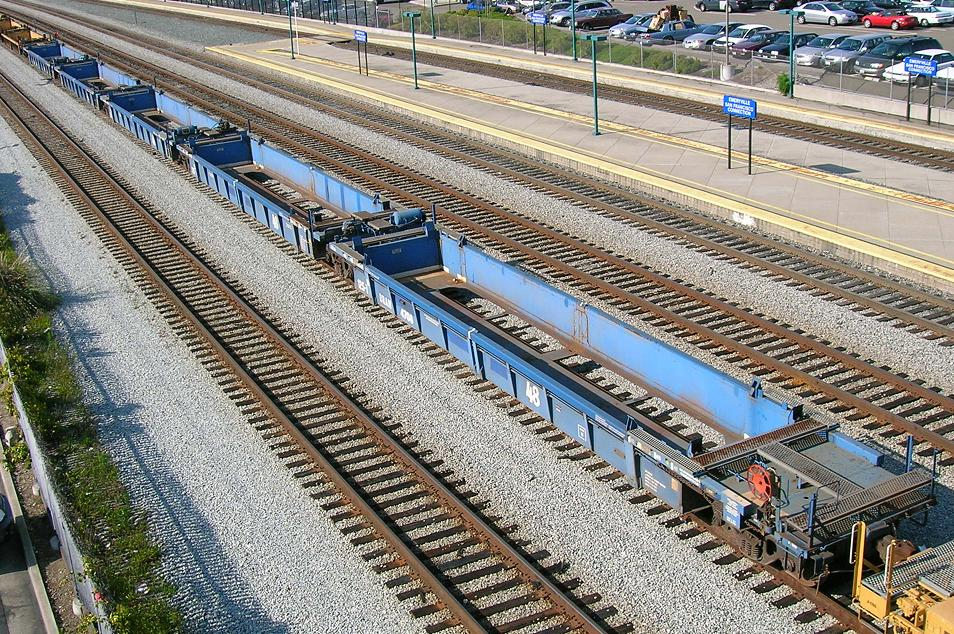
Unbeladener Doppelstock-Containerzug, 5 Einheiten verbunden auf 4 gewöhnlichen amerikanischen Drehgestellen
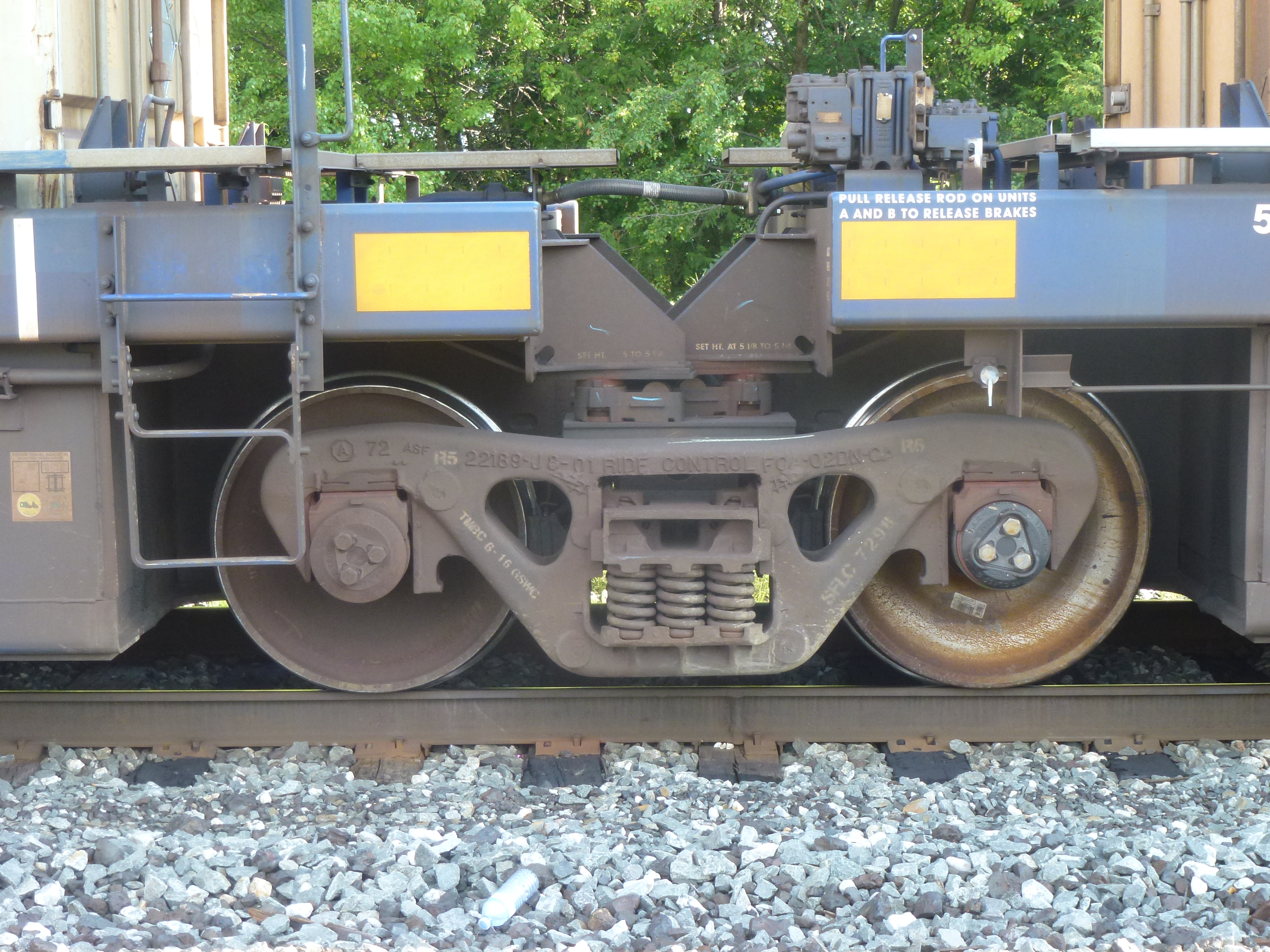
Gemeinsam genutztes gewöhnliches amerikanisches Drehgestell mit 4 Seitenlagern zwischen zwei Wagen
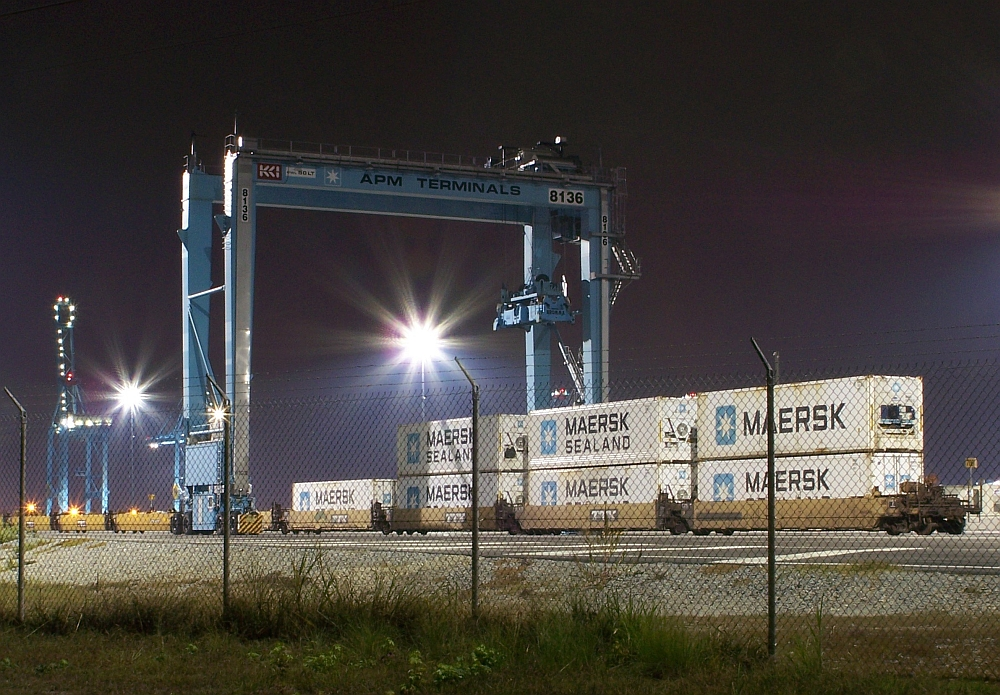
Beladung von Doppelstock-Containerzügen im APM Terminal von Portsmouth in Virginia.

## Einsatz außerhalb Nordamerikas
Außerhalb von Nordamerika werden unter anderem folgende Strecken mit Doppelstock-Containerzügen betrieben:

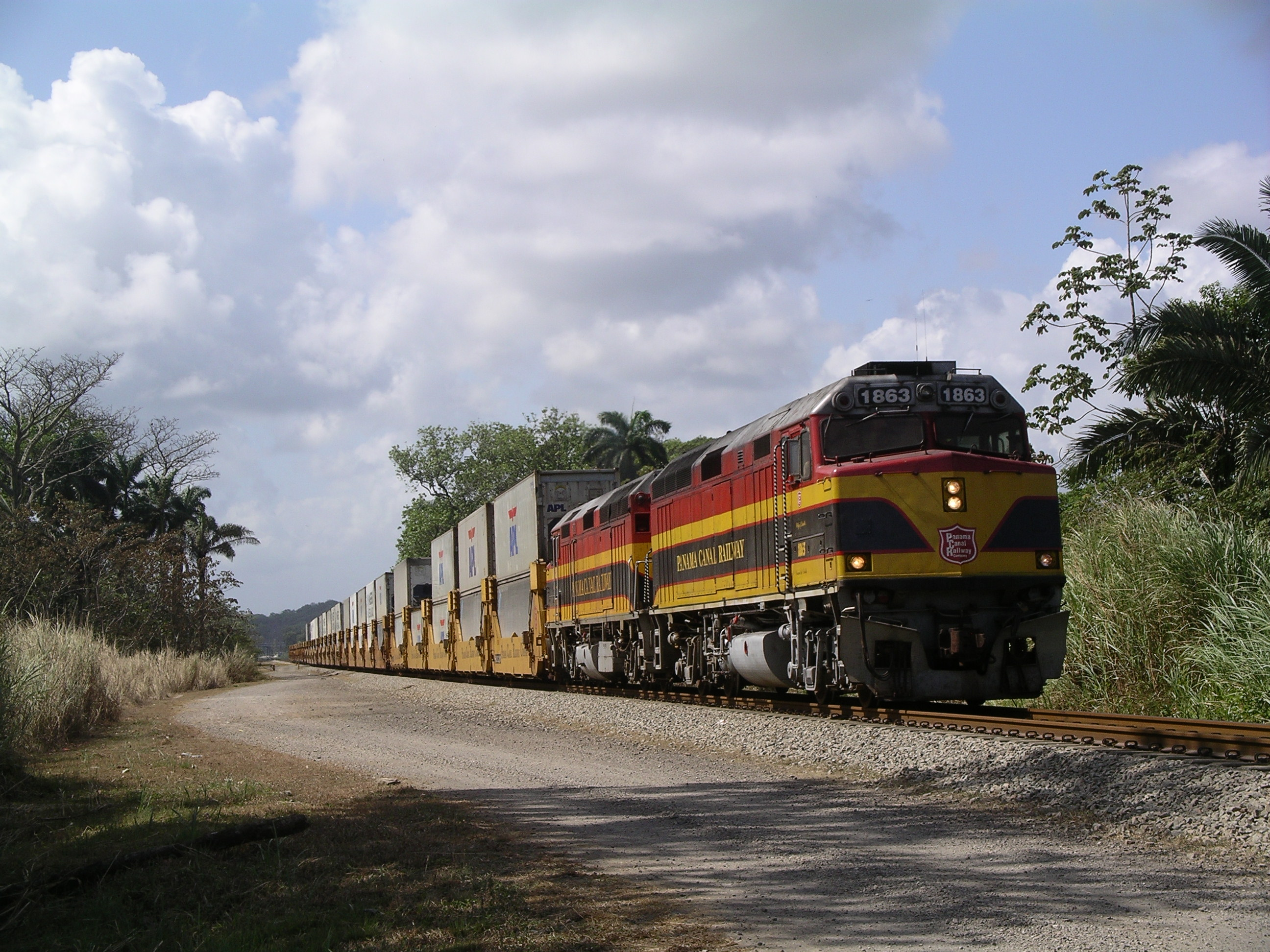
Doppelstock-Containerzug auf der Panamakanal-Eisenbahn

- Australien – Doppelstock-Containerzüge verkehren zwischen Perth (West Australien) über Adelaide und Darwin nach Parkes (New South Wales)[9] mit 6,5 m hohem Lichtraumprofil.[10]
- China – Doppelstock-Containerzüge werden ebenfalls mit 25 kV auf Normalspur betrieben.[11] Chinesischen Angaben zufolge waren im Jahr 2010 8000 km Strecken für den Doppelstock-Containertransport geeignet, bis 2020 sollen es 16.000 km Strecke werden.[12] Nach dem Anheben der Oberleitung können mit Tiefbett-Tragwagen zwei übereinandergestapelte ISO-Container transportiert werden, nicht aber zwei 9′6″-Hi-Cube-Container.[11]
- Indien – Mundra Port verwendet Dieselzüge und Flachwagen. Hier können auch High-Cube-Container in Doppelstock-Beladung transportiert werden.[13][8] Im West-Korridor zwischen Jawaharlal Nehru Port (JNPT) nahe Mumbai und Delhi wird ein Doppelstock-Containertransport mit elektrischer Traktion geplant. Hierfür ist eine Elektrifizierung mit 25 kV / 50 Hz und einer Fahrdrahthöhe von 7,54 m über SOK vorgesehen. Die Infrastruktur soll für Zuglängen von 1500 m und ein Bruttogewicht von 13.000 t ausgelegt werden.[14] Der Ost-Korridor und West-Korridor des Dedicated Freight Corridor Streckennetzes soll im Dezember 2019 in Betrieb gehen.
- Kenia – Die Verbindung von der Hafenstadt Mombasa zur Hauptstadt Nairobi wird mit diesellokbespannten Doppelstock-Containerzügen betrieben. Die 490 km lange Strecke wurde im Oktober 2018 eröffnet.[15] Ein Vertrag über einen Kredit zur Finanzierung der Elektrifizierung wurde im Februar 2018 unterzeichnet.[16][17]
- Panama – Die etwa parallel zum Panamakanal verlaufende Panamakanal-Eisenbahn benutzt diesellokbespannte Doppelstock-Containertragwagen auf ihrer bis 2001 auf Normalspur umgebauten Strecke.
- Saudi-Arabien und Gulf Railway betrieben von den Staaten des Golfkooperationsrats. Für alle Strecken des nicht elektrifizierten Normalspurnetzes gibt es einheitliche Vorgaben zur Streckengeschwindigkeit und zur Tragfähigkeit und einheitliches Betriebskonzept im grenzüberschreitenden Güter- und Personenverkehr. Alle Züge sollen alle Strecken unter denselben technischen und rechtlichen Bedingungen ohne Einschränkungen befahren können. Das Lichtraumprofil ist von Anfang an vorgesehen für den Doppelstockbetrieb mit speziellen dieselelektrischen Loks, die für den Betrieb unter den Bedingungen der Wüste mit Sandfiltern ausgerüstet sind. Bisher sind davon nur Teilstrecken in Saudi-Arabien und in den Vereinigten Arabischen Emiraten verwirklicht. Die Verbindung von der Hafenstadt Dammam zur Hauptstadt Riad wird mit diesellokbespannten Doppelstock-Containerzügen (in der Regel über die Linie 2) betrieben und es gibt eine Güterzugstrecke in VAR zum Transport von Schwefelgranulat zum Hafen Ruwais. In der Planung sind Strecken in Kuwait, Bahrain, Katar und Oman.

In Europa erlaubt das niedrigere Lichtraumprofil keine derartigen Containerzüge. Die nominelle Höhe des Fahrdrahts liegt bei 5,00–5,75 m mit Toleranzen bis 6,50 m (EN 50119). Die TSI spezifiziert, dass Stromabnehmer im Bereich 4,8–6,5 m (Lichtraumprofil GC) oder 4,5–6,5 m (Lichtraumprofil GA/GB) funktionieren müssen, im niedrigen britischen Lichtraumprofil entsprechend weniger. Die Erfahrungen aus China und Australien zeigen, dass für einen effizienten Doppelstock-Transport die Fahrdrahthöhe über Schienenoberkante mindestens 6,5 m betragen sollte. Die Erfahrungen in Indien wiederum zeigen, dass man Lokomotiven mit einem speziellen Stromabnehmer bauen kann, die sowohl unter herkömmlicher Elektrifizierung fahren können, als auch auf speziellen Güterverkehrskorridoren mit um einen Meter angehobenem Fahrdraht. Die Betuweroute in den Niederlanden ist für diesen Fall vorbereitet, nicht jedoch zahlreiche andere aktuelle Streckenneubauten wie die VDE 8 oder der Gotthard-Basistunnel. Dadurch wird in Europa auch langfristig die Entwicklung von Doppelstock-Containerzügen ausgebremst.

## Dwarf Containers
China hatte begonnen, Container mit reduzierter Höhe auf normalen ISO-Container zu transportieren, sodass dieser Doppelstock-Transport auf elektrifizierten Strecken fahren konnte. Dies waren ursprünglich nur ein Standard-ISO-8′6″- und ein höhenreduzierter 8′0″-Container übereinander. Nach dem Anheben der Oberleitung kann man zwei ISO-Container stapeln, nicht aber zwei 9′6″-Hi-Cube-Container.
Indien hat begonnen, dwarf container (Zwerg-Container) für den Inlandstransport zu bauen, die auf herkömmlichen elektrifizierten Strecken verwendet werden können. Sie sind mit 1930 mm (6′ 4″) Höhe um 662 mm niedriger, aber wegen der um 162 mm größeren Breite kann immer noch 67 % mehr Kapazität erreicht werden. Die gewählte Breite ist von den amerikanischen 53′-HC-Containern schon bekannt.